# Batrachochytrium dendrobatidis
Batrachochytrium dendrobatidis je druh houby chytridiomycety z řádu Rhizophydiales, který parazituje na obojživelnících, především žábách, jimž způsobuje vysoce nakažlivé infekční onemocnění chytridiomykózu. Způsobuje poškození dýchacího a nervového systému, což zpravidla vede k úhynu v důsledku srdečního selhání. 
Od konce 80. let 20. století se chytridiomykóza rozšířila po celém světě a vyvolala pandemii, představující důležitý faktor úbytku obojživelníků v mnoha oblastech světa. Soudí se, že způsobila vyhynutí více než 20 druhů žab a stovky dalších přivedla na seznam kriticky ohrožených druhů. Byla proto zařazena na seznam 100 nejhorších invazních druhů světa.
Některá infikovaná zvířata (např. jedinci drápatky vodní) však mohou žít relativně dlouho, aniž by vykazovala jakékoli viditelné příznaky, což z nich ale činí potenciální vektory nemoci. Batrachochytrium dendrobatidis je citlivá na vysoké i nízké teploty, při teplotě vyšší než 32 °C nebo nižší než 6 °C hyne. Z toho důvodu nejvážněji zasáhla populace obojživelníků v oblasti subtropů a horských poloh tropů (např. mlžné lesy Střední Ameriky a And), kde má ideální podmínky k životu.